# Dokument elektroniczny
Dokument elektroniczny, dokument cyfrowy, dokument binarny – dokument w postaci pliku tekstowego, graficznego, muzycznego, filmowego lub mieszanego będącego wynikiem pracy z danym programem komputerowym, dający się zapisać, a następnie odczytać. Posiada cechy dokumentu, czyli potwierdza prawdziwość zaistnienia danego wydarzenia, okoliczności, zjawiska oraz cechy pliku. Może być więc dowodem w procedurach prawnych.
Od pojęcia dokument cyfrowy należy wyraźnie odróżnić dokument podpisany cyfrowo. Dokumentem cyfrowym zawierającym podpis cyfrowy jest np. certyfikat cyfrowy.

## Definicja ustawowa
Ustawa z dnia 17 lutego 2005 r. o informatyzacji działalności podmiotów realizujących zadania publiczne zawiera następujące definicje: „dokument elektroniczny – stanowiący odrębną całość znaczeniową zbiór danych uporządkowanych w określonej strukturze wewnętrznej i zapisany na informatycznym nośniku danych”, oraz: „informatyczny nośnik danych – materiał lub urządzenie służące do zapisywania, przechowywania i odczytywania danych w postaci cyfrowej”.
Zwraca się uwagę na liczne nieścisłości sformułowań ustawowych i wątpliwości związane z ich stosowaniem. W szczególności, przy dosłownym traktowaniu zapisu ustawy, dokument elektroniczny nie może być przesyłany drogą elektroniczną, gdyż wówczas, jako nie zapisany na nośniku danych, traci swój charakter (przestaje być dokumentem elektronicznym w rozumieniu ustawy). Pozostawało to w sprzeczności np. z obowiązującą do 4 października 2021 r. włącznie treścią art. 14 § 1 kpa, mówiącą o doręczaniu dokumentów elektronicznych środkami komunikacji elektronicznej.
Ustawa o informatyzacji nie jest jedynym aktem prawnym mówiącym o dokumencie elektronicznym. Kodeks karny i kodeks cywilny określają dokumentem nośnik informacji. W kodeksie karnym pojawiają się: dane informatyczne, zapisy danych informatycznych, zapisy na informatycznych nośnikach danych. Dokumentem jest każdy przedmiot lub inny zapisany nośnik informacji, z którym jest związane określone prawo, albo który ze względu na zawartą w nim treść stanowi dowód prawa, stosunku prawnego lub okoliczności mającej znaczenie prawne. Natomiast kodeks cywilny definiuje dokument jako nośnik informacji umożliwiający zapoznanie się z jej treścią. Wspomina również niezdefiniowany dokument w postaci elektronicznej.

## Obrót prawny
W obrocie prawnym, jako dokument elektroniczny traktuje się każdy dokument, który daje się przedstawić w postaci cyfrowej. Dokumenty takie mogą być dowolnie konwertowane i zapisywane na wszelkich nośnikach, pod warunkiem, że można je później odczytać i przywrócić im pierwotną postać. Ten sam dokument elektroniczny może być zapisany w wielu różnych miejscach i na różnych nośnikach jednocześnie.